# وانگ هونگبین
وانگ هونگبین (انگلیسی: Wang Hongbin؛ زادهٔ ۱۶ فوریهٔ ۱۹۱۵ - درگذشته نامشخص) بازیکن بسکتبال اهل چین بود. وی در بازی‌های المپیک تابستانی ۱۹۳۶ شرکت کرده‌است.